# Lugnhamn, Järfälla kommun

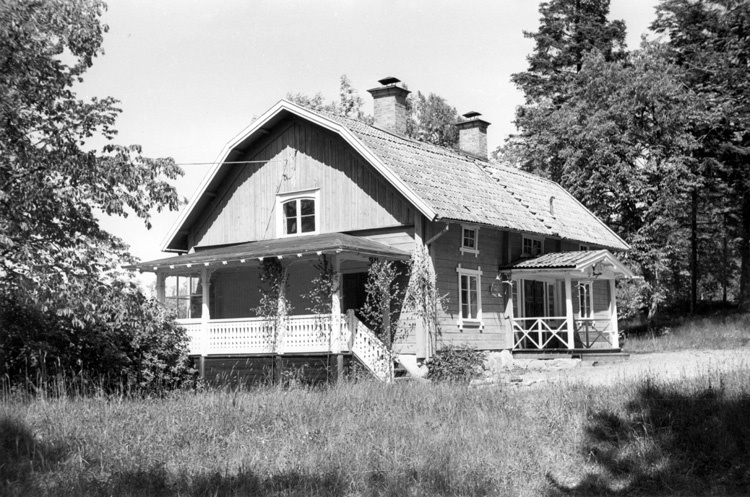
Lugnhamn, huvudbyggnaden från landsidan. Foto Lars Gustafsson j:r, 1968.

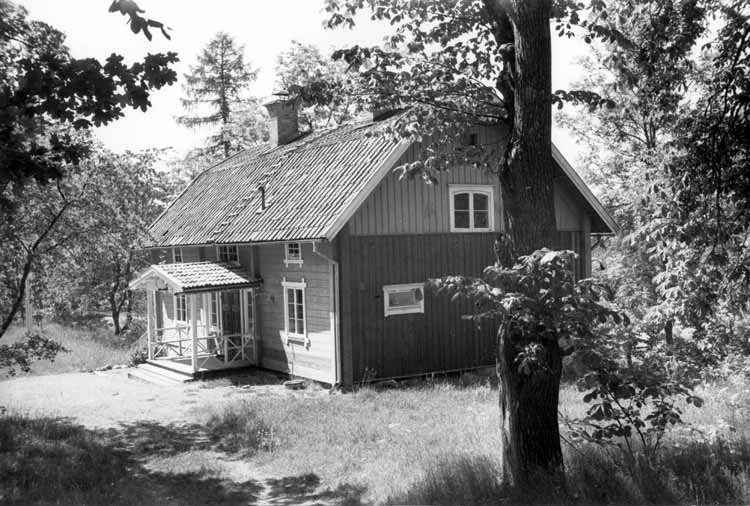
Lugnhamn, huvudbyggnaden från landsidan. Foto Lars Gustafsson j:r, 1968.

Lugnhamn är ett före detta torp och tidigare skogvaktarboställe, som ligger längst i norr vid Mälaren i norra Järfälla kommun, cirka 4 km norr om Stäket inom Ängsjö friluftsområde. Lugnhamn upptas som torp under namnet Klomsten och i början av 1700-talet blev det skogvaktarboställe. Genom åren har gården genomgått skiftande öden. År 1694 var Ängsjö bebott, och då kallades Ängsjö för Lilla Klomsten. Järfälla kommun äger både Lugnhamn och Ängsjö.
Själva Ängsjö gård, den villaliknande manbyggnaden, där Lugnhamn ligger på området, köptes redan 1958 av Järfälla kommun för att användas som friluftsgård. Verksamheten för Ängsjö friluftsgård kom igång 1960. Själva Lugnhamns gård köptes 1967 av Järfälla kommun för att ingå i Ängsjö friluftsgård. Arealen var på 180 050 m2. Från 1970 har byggnaden upplåtits som dagkoloni i socialnämndens regi och från 1983 har huvudbyggnaden på Lugnhamn hyrts ut till föreningar för olika sammankomster.

## Dagens huvudbyggnad
Dagens huvudbyggnad vid Lugnhamn ligger på en sluttning med vacker utsikt mot Mälaren. Huset är knuttimrat och panelat. Panelen består av dels gulmålad pärlspont, dels locklistpanel. På västra sidan av huset finns det förstärkningar med vertikala strävor. Ingången är på östsidan, som har en vitmålad öppen förstukvist. Knutarna är breda knutlådor i samma färg som panelen. På husets södra sida finns en veranda, som är tillbyggd senare. Numera fungerar huset vid Lugnhamn, såsom ovan nämnts, som dagkoloni för barn i sociala centralnämndens regi på somrarna. Invändigt är huset helt moderniserat och det upplåts nu åt föreningar för sammankomster.
Den gamla arbetarbostaden, som är uppförd i knuttimmer, ligger sydost om huvudbyggnaden. Den byggnaden har öppna knutar och byggnadens norra del har timmer i dagen. Arbetarbostadens södra del, som fortfarande används som bostad, har ytterväggarna beklädda med panel och de gamla fönstren är delvis utbytta mot moderna fönster. 

## Historik

### Skogvaktarboställe

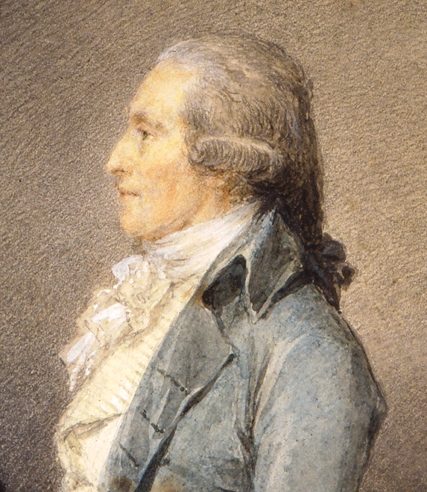
Naturforskaren Anders Sparrman (1748-1820) var en av de personer som var upptagna som boende på Lugnhamn.

I mantalslängden för 1653 finns den första uppgiften om Lugnhamn. I mantalslängden upptas Lugnhamn som oskattlagt torp under namnet Klomsten. Det blev skogvaktarboställe troligen i början av 1700-talet. Mycket pekar på att de första som bodde här redan i slutet av 1600-talet och den senaste flyttade härifrån till Strömsdal 1875. I mantalslängden från 1800 var flera personer upptagna som boende vid Lugnhamn. Naturforskaren och professorn Anders Sparrman (1748–1820) var en av de personer som var upptagna som boende. Anders Sparrman ägde också strumpfabrik och bod i Stockholm. Han var en känd lärjunge till Carl von Linné och fick sin utbildning vid Uppsala universitet. Anders Sparrman deltog bland annat på James Cooks andra resa i Söderhavet och i Södra Ishavet år 1772, då han forskade i Australien, Oceanien och Sydamerika. På Linnés rekommendation reste han 1772 till södra Afrika där han studerade naturlivet och befolkningen och fem år senare, 1787, deltog han i en resa till Västafrika. Vid Lugnhamn bodde också under en lång period Sollentuna häradsallmännings skogvaktare.
Vid 1700-talets början var Anders Andersson, senare med tilltalsnamnet Lindroth, och hustrun Karin, skogvaktare, deras namn upptas i husförhörslängden, som börjar 1705. I mantalslängderna börjar Lugnhamn tas upp 1716 med beteckningen Klomsten, och från och med 1719 rubriceras det som torp. I jordeboken från 1721 står det dessutom uttryckligen att är skogvaktartorp på allmänningsskogen.
I anslutning till rågångsbeskrivningen noteras om Stora Klomsten att det tillhör Kronan och att det har anslagits till kronoskogvaktarboställe. Det beboddes av skogvaktaren Anders Andersson. Ägorna sträckte sig inom det av gärdsgårdarna inhägnade området. Han skrivs första gången med sitt yrke husförhörslängderna 1734, och han fungerade som skogvaktare några år in på 1740-talet. Han efterträddes av Peter Landberg på Klomsten som skogvaktare. Anderssons hustru Karin avled 1837 och samma år gifte han om sig med Mareta Nilsdotter, och han själv avled 1756, då han var 101 år gammal, enligt död- och begravningsboken. Enligt husförhörslängden är Peter Landberg kronoskogvaktare från 1743 till 1769. Han avled 1770 och efterträddes av sonen Eric Landberg (född 1745) från 1769, då han var 24 år. Eric Landberg var gift med Greta Andersdotter Kindberg, men hustrun avled 1784 och Eric gifte om sig med Greta Johansdotter Forsberg.
År 1791 upplät Eric Landberg vissa steniga platser på bostället till hattstofferaren Anders Geringius i Stockholm mot ett arvode på 4 riksdaler specie årligen. Tillstånd till detta meddelades av Länsstyrelsen i Stockholms län.
Efter en period under åren 1795-1805, då Lugnhamn hade en inrättning för verksamhet med linneblekeri, var Lugnhamn från år 1820 åter skogvaktarboställe fram till 1875. Då flyttade skogvaktaren från Lugnhamn till Strömsdal, som ligger i södra delen av allmänningen. Efter 1875 var Lugnhamn utarrenderat fram till 1967. Järfälla kommun köpte samma år det drygt 180 000 m2 stora området med byggnader för att det skulle ingå i Ängsjö friluftsgård.

### Markäganderätt
Kontraktet mellan handelsmannen och hattstofferaren Anders Geringius (1732–1804) och Eric Landberg förlängdes 1791 att gälla Landbergs livstid. Senare anhöll Geringius dels att få beständig äganderätt till området ifråga, som nu för första gången kallades Lugnhamn, dels att bli befriad från skattläggning så länge området användes till den linneblekerianläggning, som Geringius skulle starta här, ett linneblekeri för att tillverka tyg från växtfibrerna från lin och en spinnskola för framställning av tråd eller spinngarn etablerades här. Den 3 september 1795 biföll Kungl. Maj:t att Anders Geringius fritt fick disponera det upplåtna området så länge blekeriet drevs. Det var i samband med detta som Klomsten bytte namn till Lugnhamn.

## Linneblekeri

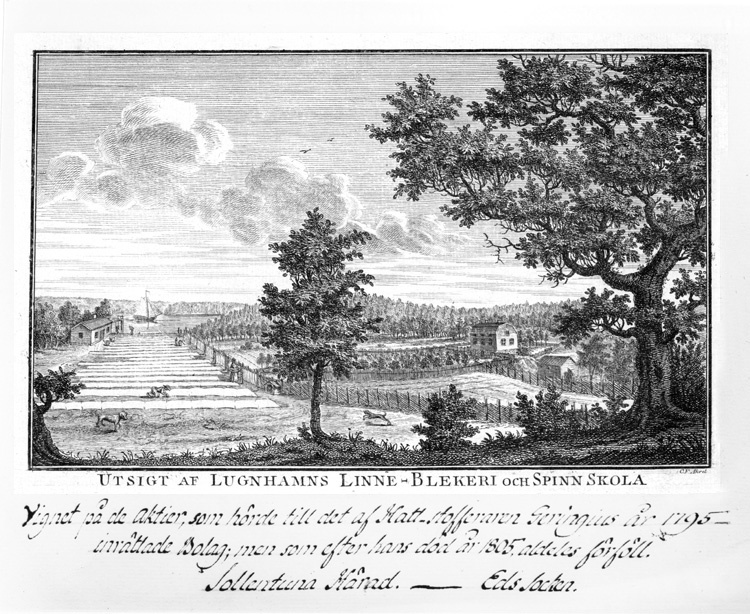
Lugnhamns gård, Stäket, med utsikt mot Mälaren.Utsigt af Lugnhamns Linne Blekeri och Spinn Skola. Kopparstick från år 1795 av gravören Fredrik Akrel (1748-1804).
Ur Rosenhanes samling, Schering Rosenhane (1754-1812).
Vitterhetsakademiens bibliotek, Kungl. Vitterhetsakademien.

Kopparsticket på bilden här intill är skapad av gravören Fredrik Akrel (1748-1804), far till generallöjtnanten, grafikern och kartografen Carl Fredrik Akrell (1779-1868). Bilden har använts som vinjett till aktiebrev för Lugnhamns Linne Blekeri och Spinne Scholae inrättning. Bilden visar anläggningen med våder av linne utlagda på marken samt människor som arbetar med detta. Texten under planschen lyder: Vignet på de aktier, som hörde till det af Hattstofferaren Geringius år 1795 inrättade Bolag: men som efter hans död år 1805 alldeles förföll. Sollentuna Härad - Eds Socken.
I slutet av 1700-talet etablerades här ett linneblekeri och en spinnskola. I samband med detta bytte Klomsten namn till Lugnhamn. År 1795 hyrde Kronan ut stället vid Klomsten till ett nybildat aktiebolag, Linne Blekeri och Spinne Scholae inrättning. Under ledning av handelsmannen och hattstofferaren Anders Geringius (1732–1804), ibland även Andreas Geringius, från Stockholm, drevs aktiebolaget under tio år fram till 1805. Namnet ändrades under denna tid till Lugnhamn. Andreas Geringius, född 11 augusti 1732 i Ösmo, död 15 mars 1804 i Storkyrkoförsamlingen i Stockholm, hade "genomgått Strängnäs gymnasium och satts i handel i Stockholm, och sedan blivit hattstofferare där". Han var naturalieintresserad och Svenska Linnésällskapet har skrivit om Andreas Geringius att han "ägde en artig samling af oekonomiska böcker, chronometrar, svenska chartor, snäckor, porträtter och mynt".
Sedan övertogs blekeriinrättningen av ett bolag kallat Lugnhamns Linneblekeri- och spinnskoleinrättning. Förutom Anders Geringius fanns bland intressenterna i detta bolag hovrättspresidenten Carl Johan Gyllenborg, kaptenen vid Svea livgarde Axel Cronhielm och före detta kaptenen och riddaren Adam Stålhammar. Våren 1798 ingav dessa fyra personer en skrift till landshövdingen, där de klagar över att häradsborna visat ointresse för bolagets verksamhet vid Lugnhamn. Bland annat nämner de att många fattiga under vintern haft tillfälle till förtjänst av garnspånad.
För att kunna utvidga rörelse önskade bolaget nu få alla skogvaktarboställets ägor upplåtna till sig. Att bostället kunde anvisas annan plats, menade de vidare. De föreslog Rännarskede eller en plats i närheten där i närheten. Rännarskede var ett torp under Viby gård, ägaren till Viby sålde Rännarskede 1905 till AB Hem på landet, det fanns kvar och var bebott fram till 1964, då den nya motorvägen byggdes. Det var på Rännarskedes mark i Kallhälls villastad, även kallad Björkliden, som det nya villaområdet växte upp. Men Rännarskede låg inte på allmänningen på 1700-talet, utan det hörde till Viby gård i Sollentuna socken. Således kunde Rännarskede inte komma ifråga. Det visade sig, att de avsåg en plats där Eric Landberg tidigare haft en tillfällig vaktstuga. Nu var stugan nedbrunnen av vådeld och den hade bara använts av Landberg på vintrarna vid utsyningen av timmer från allmänningen. Både häradsrätten och Landberg ansåg platsen olämplig och avstyrkte flyttning av skogvaktarbostället. Eric Landbergs skrivelse är ganska hård och för övrigt påstår han att Anders Geringius från början bara uppgivit att han önskade plats för en liten stuga som sommarnöje.
Beslutet i september 1799 från Kungl. Maj:t blev avslag både på flyttning av bostället och på äganderätt för bolaget. Bolagets anhållan att få disponera alla boställets ägor för blekeriets behov bifölls däremot. Såsom hittills skulle skogvaktaren emellertid bebo boställshusen och ansvara för deras underhåll. Till skogvaktaren skulle bolaget före 1 oktober 1799 å sin sida årligen erlägga 5 tunnor spannmål (hälften råg, hälften korn), 6 tjog råghalm, 3 tjog logbunden kornhalm samt 5 sommarlass hö. Skogvaktaren skulle vidare fritt få använda fiske och sjöfoder.
Av Anders Geringius får man i en promemoria den 16 februari 1799 bland annat veta, att under 1798 har bolaget låtit spinna 843 pund (cirka 360 kg) lin och blekt omkring 500 pund (cirka 215 kg) garn. Anders Geringius medger i skrivelsen att man inte lyckats uppnå den vackra vithet som det holländska garnet har. Promemorian får ses som ett bemötande av kronobefallningsmannen Robert Hörners värdering av skogvaktarbostället den 3 november 1798.
På en karta från 1803 finns sju olika byggnader markerade på området. Verksamheten förföll dock efter Anders Geringius död 1804. En karta upprättad 1857 över skogvaktarboställen på Sollentuna häradsallmänning visar att det återstod endast två byggnader på Lugnhamn. Det är sannolikt att det är dessa två byggnader som finns kvar än idag. Den timrade och panelade byggnaden under brutet tak, som i dag kallas Lugnhamn, var med största sannolikhet linneblekeriets huvudbyggnad redan vid 1700-talets slut.

## Fornlämningsmiljö och flyttblocket Klomsten

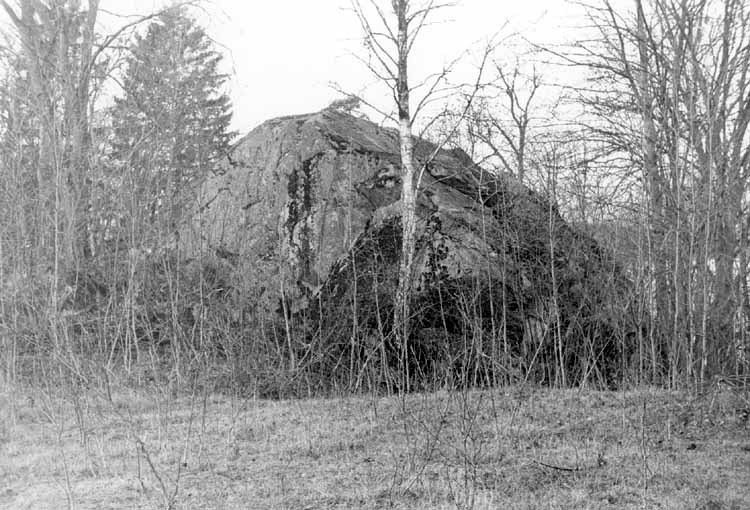
Flyttblocket Klomsten nära stranden vid Lugnhamn.

Området vid Lugnhamn har en intressant fornlämningsmiljö med typiska gravanläggningar från bronsålder och äldsta järnålder. Gravarna berättar om val av bebyggelseläge, näringar och möjliga forntida kommunikationsleder. Söder om badplatsen, nere vid stranden, har det funnits en hamn, platsen kallas Lugnhamn, till in på 1900-talet. Kvar finns en ångbåtsbrygga samt husgrunder som möjligen är resterna efter ett tegelbruk.
Invid Lugnhamn finns också ett flyttblock, som är ett av de mäktigaste minnena från istiden i kommunen. På en karta från 1600-talet är flyttblocket utmärkt med namnet "Tjuvstenen". Ett annat namn som förekommer på flyttblocket är Klomsten vilket också var namnet på det torp som låg i stenens närhet, och som är känt första gången på 1460-talet.

## Ångbåtsbryggan vid Lugnhamn

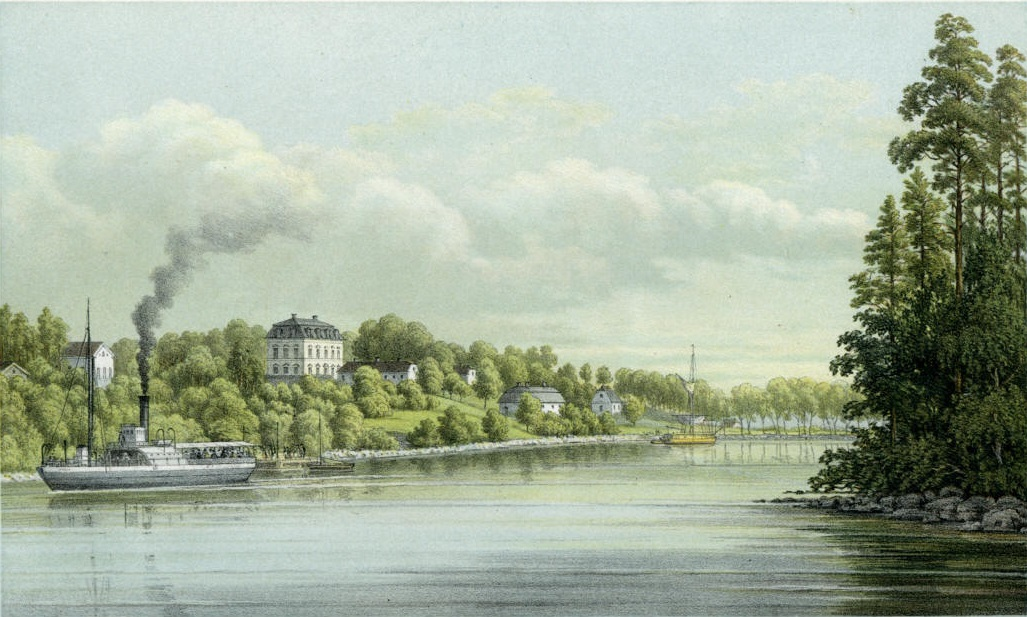
Lugnhamn var en av ångbåtsbryggorna på segelleden Uppsala-Stockholm på 1800-talet. Bilden visar en ångbåt på Mälaren vid Görvälns slott i Järfälla, som var en av bryggorna på sträckan. Litografi av Alexander Nay, 1881.

År 1955 fördes Stäket över till Järfälla kommun och där fanns ångbåtsbryggor vid Stäket, Uddnäs och Lugnhamn (vid nuvarande Ängsjö friluftsgård). Några av de övriga ångbåtsbryggorna som ångbåten anlöpte var Nockeby, Rosersberg, Sigtuna och Skokloster. De flesta ångbåtsbryggorna ligger kvar än idag, även om ångbåtstrafiken lades ned 1939.

## Segelleden och ångbåtsleden Uppsala-Stockholm
På 1660-talet startade reguljära båtturer mellan Uppsala och Stockholm. De kom att kallas för Rudbecks postjakter, efter Uppsalaprofessorn Olof Rudbeck den äldre, som var den som ansökte om privilegium hos Kommerskollegium. Förutom posttransporter tog båtarna (segelfartygen) också passagerare.
Från den 6 maj 1822 trafikerades sträckan Uppsala-Stockholm med trähjulångaren Upsala. Den ersattes på 1840-talet först av järnhjulångarna och därefter av propellerdrivna ångbåtar. I Järfälla hade alla de större gårdarna egna ångbåtsbryggor. Räknar vi in de gårdar som då hörde till Järfälla blir det fem ångbåtsbryggor, nämligen vid Riddersvik, Lövsta, Sandvik, Görväln och Kallhäll. Från 1955, då Stäket överfördes till Järfälla kommun, ytterligare tre ångbåtsbryggor i turordningen Stäket, Uddnäs och Lugnhamn (vid nuvarande Ängsjö friluftsgård).

## Lugnhamn i mitten på 1800-talet

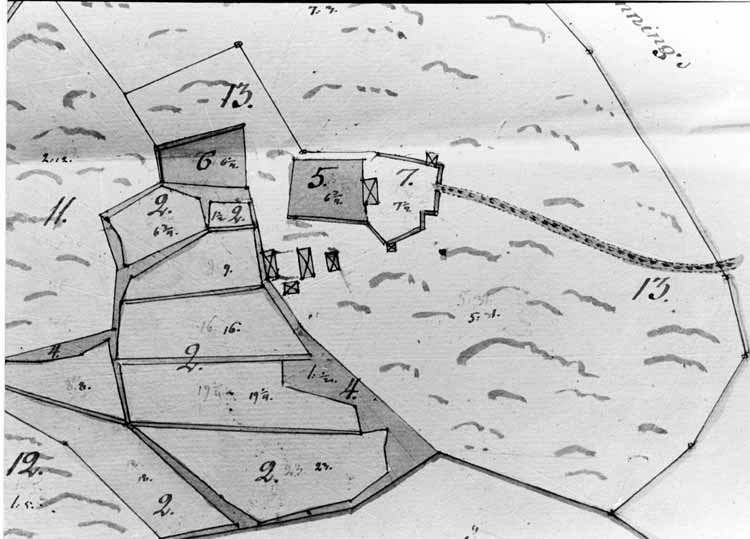
Del av karta över Lugnhamn från 1820. Mellan siffrorna 5 och 7 ligger nuvarande huvudbyggnaden. Till höger utfartsvägen till Harvavägen.
Original i Kammarkollegiets arkiv.

De nya intressenterna i Linneblekeri- och spinnskoleinrättningen, som nu arrenderade gården, införde det nya namnet Lugnhamn och lät det beteckna den nya bebyggelse, det vill säga nuvarande huvudbyggnad, medan Klomsten användes för den äldre bebyggelsen, det vill säga nuvarande tjänstebostad och uthus. Från och med 1804 infördes beteckningen Lugnhamn i husförhörslängden. Genom att skogvaktaren, jägaren Carl Jernberg flyttade till Lugnhamn blev det år 1820 åter skogvaktarboställe. En byggnad på Lugnhamn redovisas på en ägomätningskarta från 1856-1857 över Strömsdal och Lugnhamn, de båda skogvaktarboställena på häradsallmänningen.
Lugnhamn upphörde att vara skogvaktarboställe år 1875 och det skulle arrenderas ut på 15 år. År 1876 övertog jägmästare Hjalmar Öhrström arrendet för 225 kronor per år. Öhrström var knuten till Sollentuna häradsallmänning 1866-1900 i egenskap av jägmästare i Stockholms revir, vari häradsallmänningen ingick. I Stockholms revir ingick skogsförvaltningsområdet inom Östra överjägmästardistriktet, som omfattade Stockholms län med vissa undantag. Hjalmar Öhrström slutade år 1900 som jägmästare åt häradsallmänningen, men fortsatte att arrendera Lugnhamn. Han innehade arrendet till sin död 1915. Då betraktade Domänstyrelsen fortfarande Lugnhamn som kronolägenhet och upplåten som boställe åt kronoskogvaktare. Underarrendator eller jordarrendator, som det också kallas, blev därefter fiskaren Karl Gustaf Malmström och efter honom landsfiskalen Sten Kindblom i Sundbyberg. Sten Kindblom arrenderade då också jakten på hela häradsallmänningen, och genom köp 1944 blev han ägare av det närbelägna Ängsjö. 1960 frånträdde han sitt arrende av Lugnhamn, och 1967 köpte Järfälla kommun gården.